# Pandelis Karayorgis
Pandelis Karayorgis (Athene, 1962) is een uit Griekenland afkomstige Amerikaanse jazzpianist en -componist.

## Biografie
Karayorgis kwam in 1985 naar de Verenigde Staten en studeerde aan het New England Conservatory met o.a. Paul Bley, Jimmy Giuffre, George Russell, Dave Holland en Joe Maneri (compositie). Vervolgens werkte hij begin jaren 1990 samen met violist en altviolist Mat Maneri. In de productie voor Leo Records in 1991 namen ze ook Karayorgis' composities Speaking en Part II of a Name op als duo. In 1996/1997 werd Karayorgis' eerste album Lift & Poise gemaakt bij Leo Records onder zijn eigen naam, waaraan Mat Maneri en zijn vader, de saxofonist Joe Maneri en de bassist John Lockwood deelnamen.
In 1998 werkte hij in een trio met Mat Maneri en de Argentijnse saxofonist en componist Guillermo Gregorio (Red Cube (d)) en met bassist Nate McBride en drummer Randy Peterson, met wie hij zijn tweede album Heart and Sack for Leo opnam, met vertolking van titels als Eric Dolphys Miss Ann, Duke Ellingtons Frustration en Ken McIntyres compositie Lautir. Dit werd in 1999 gevolgd door het duo-album Let It en in 2001 door het trio Blood Ballad, met One Up One Down van John Coltrane en Karayorgis' eigen composities Blood Balad en In the Cracks of Four.
In 2001 begon hij te werken met Ken Vandermark, aanvankelijk in een trio met Nate McBride (No Such Thing). In 2002 leidde hij een kwintet met Vandermark, Mat Maneri, Tony Malaby, Michael Formanek en Randy Peterson (Disambiguation). In 2004 maakte Karayorgis, in tegenstelling tot zijn eerdere werk, een soloalbum met het standaardrepertoire, waarin hij nummers speelde als Ugly Beauty, Criss Cross van Thelonious Monk, Gazzelloni van Dolphy en Deep Bronze van Sun Ra. Momenteel maakt hij deel uit van het mi3-trio (met Curt Newton en Nate McBride) en leidt hij zijn eigen trio met Daniel Levin en Curt Newton.
Volgens Richard Cook en Brian Morton zijn de vroege opnamen van Karayorgis sterk beïnvloed door Monk en Paul Bley.

## Discografie
- 1993: Mat Maneri/Karayorgis: In Time (Leo Lab)
- 1998: Guillermo Gregorio/Mat Maneri/Karayorgis: Red Cube(d) (HatHut Records)
- 1999: Karayorgis/McBride: Let It (Cadence Jazz Records)
- 2001: Karayorgis /Mat Maneri/Randy Peterson: Blood Ballad (Leo)
- ????: Pandelis Karayorgis Trio: Carameluia
- ????: Guillermo Gregorio/Karayorgis/McBride: Chicago Approach
- ????: Mi3: We Will Make A Home For You
- 2004: Seventeen Pieces (Leo Records) solo
- 2007: Foreground Music (Atavistic) met Ken Vandermark
- 2007: Mi3: Free Advice (Clean Freed) met Curt Newton und Nate McBride
- 2008: Betwixt (HatOLOGY) met Curt Newton and Nate McBride.
- 2008: System of 5 (HatOLOGY), met Matt Langley, Jeff Galindo
- 2018: Cliff (Stiff) met Damon Smith, Eric Rosenthal
- 2018: Pools met Nate McBride, Luther Gray
- 2020: Jorrit Dijkstra, Jeb Bishop, Pandelis Karayorgis, Nate McBride: Cutout
- 2020: Pandelis Karayorgis, Nate McBride, Damon Smith, Luther Gray, Eric Rosenthal: Cliff Pools (Driff)
- 2020: Precipice met Damon Smith, Eric Rosenthal